# Zonnebeke
Zonnebeke és un municipi belga de la província de Flandes Occidental a la regió de Flandes, a l'antiga lína del ferrocarril Roeselare-Ieper. Fins a la Primera Guerra Mundial hi havia bobiles, dues fàbriques de cervesa, i una fàbrica de plumes i plomissol. El poble va ser totalment arrasat durant la guerra.
El desenvolupament del poble és força lligat amb via dues abàdies: la de les Monges agustinianes als Nonnebossen (boscs de les monges) (1101-1583), enderrocat durant la Fúria iconoclasta al segle xvi i l'abadia dels Agustins de la qual l'església també va servir d'església parroquial.

## Nuclis
| #   | Nom        | Extensió (km²) | Població (01/01/2010) |
| --- | ---------- | -------------- | --------------------- |
| I   | Zonnebeke  | 16,55          | 4.489                 |
| II  | Beselare   | 14,33          | 2.612                 |
| III | Geluveld   | 7,79           | 1.555                 |
| IV  | Passendale | 22,22          | 3.050                 |
| V   | Zandvoorde | 6,68           | 486                   |

## Localització
- a. Moorslede
- b. Dadizele (Moorslede)
- c. Geluwe (Wervik)
- d. Wervik

Mapa de Zonnebeke

- e. Comines (Comines-Warneton) i la vila de Ten Brielen
- f. Houthem (Comines-Warneton)
- g. Hollebeke (Ieper)
- h. Zillebeke (Ieper)
- i. Ieper
- j. Langemark (Langemark-Poelkapelle)
- k. Poelkapelle (Langemark-Poelkapelle)
- l. Westrozebeke (Staden)
- m. Oostnieuwkerke (Staden)
- n. Roeselare

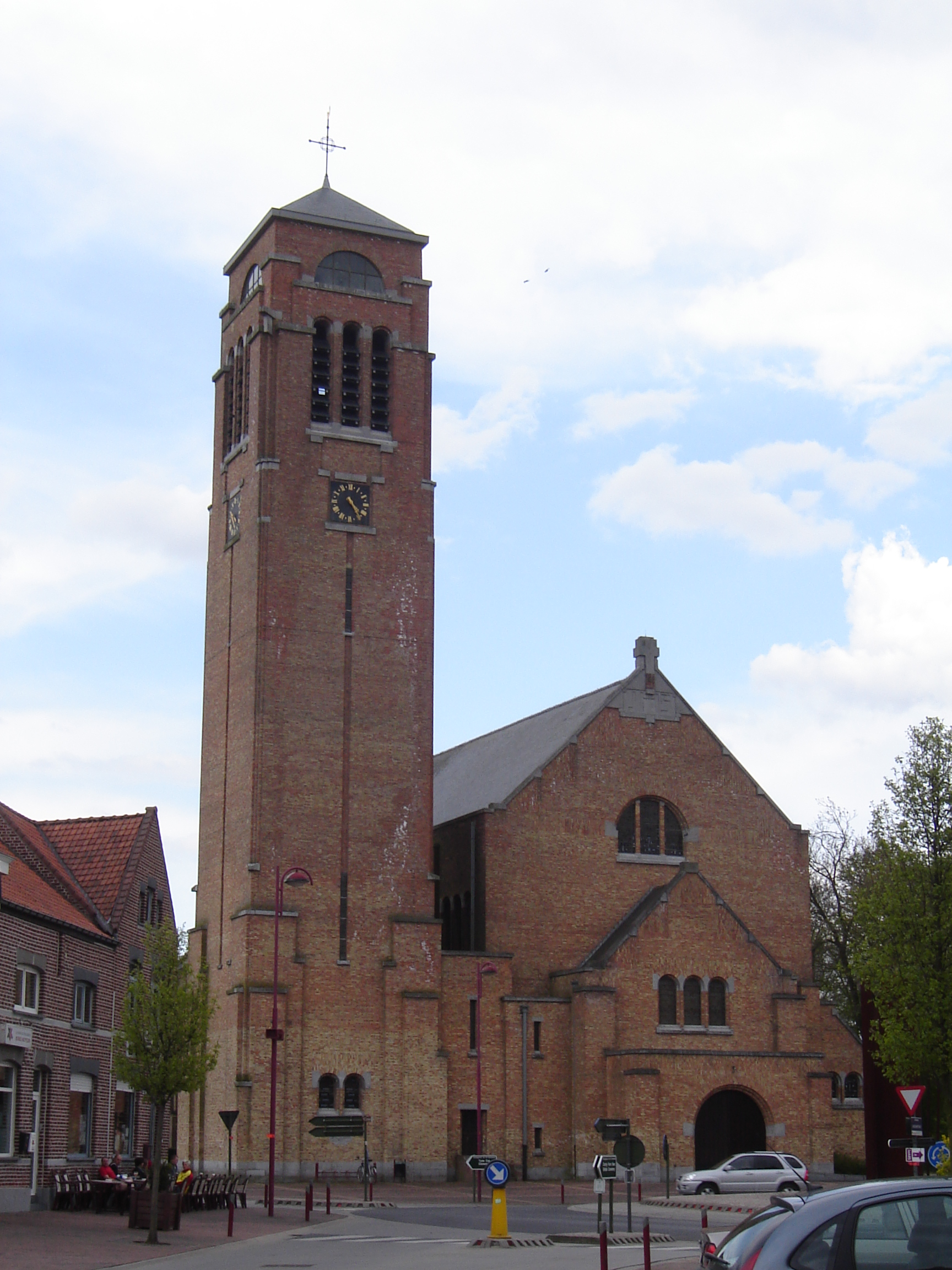
Església de la Mare de Déu
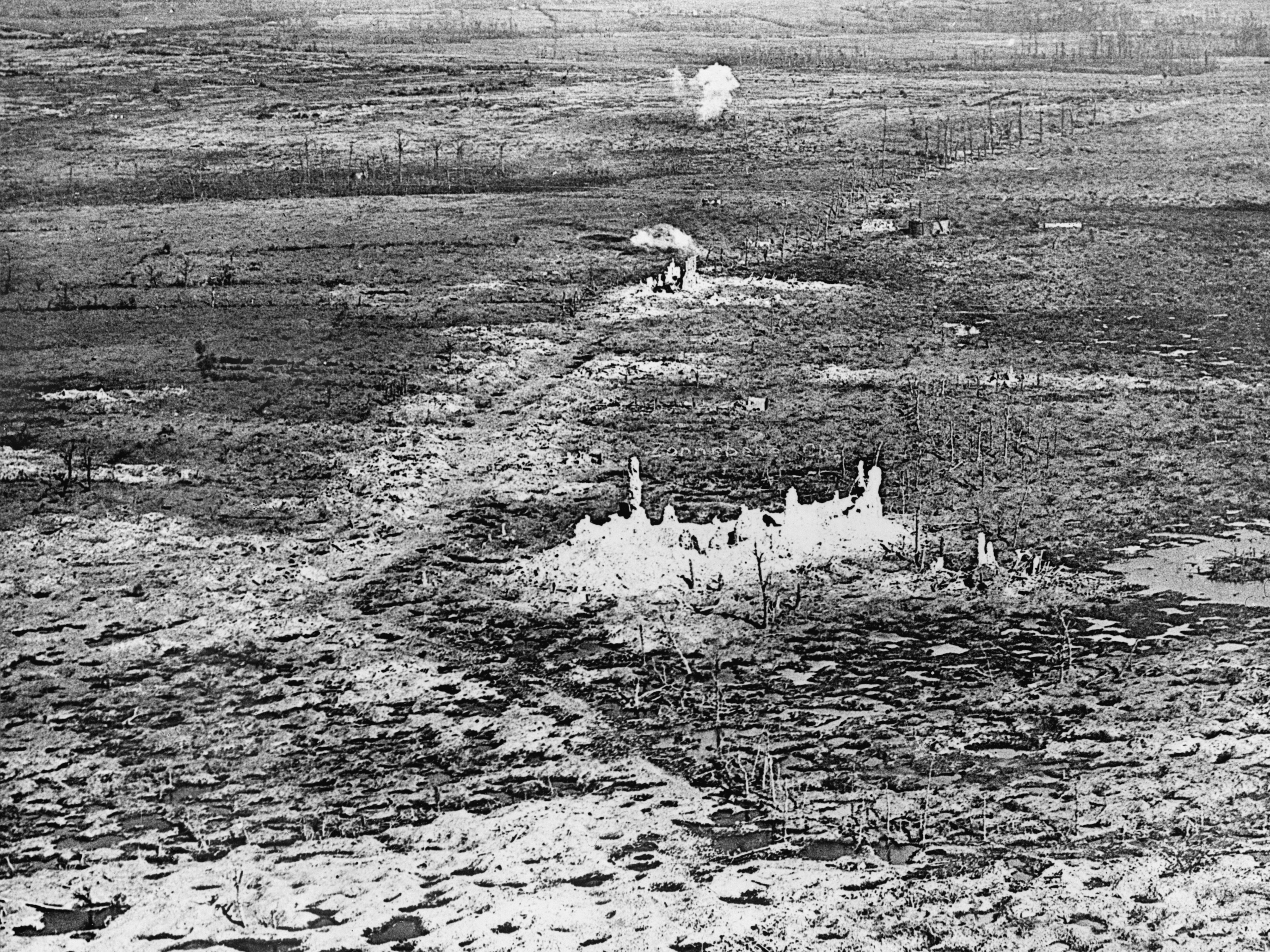
Zonnebeke després de la guerra

## Llocs d'interés
- El Museu de Història local a l'antic castell Iweins.[2]

## Agermanaments
- Éperlecques (Sperleke)
- Landau an der Isar